# Antoni Mackiewicz
Antoni Mackiewicz (lit. Antanas Mackevičius, ur. 1826 lub 1828 w Cytowianach na Żmudzi, zm. 28 grudnia 1863 w Kownie) – duchowny katolicki, inicjator powstania styczniowego 1863–64 na Litwie, naczelnik wojenny województwa kowieńskiego, organizator i dowódca oddziału partyzanckiego.
Jego ojcem był Tadeusz Mackiewicz, szlachcic zaściankowy z okolic Cytowian, w powiecie rosieńskim na Litwie. W wieku 12 lat udał się do Wilna, gdzie uczęszczał do gimnazjum, jako protegowany ojców marianów z Mariampola. Gimnazjum prawdopodobnie nie ukończył. 
Następnie studiował dwa lata na uniwersytecie Świętego Włodzimierza w Kijowie. W 1850 wstąpił do seminarium duchownego w Worniach. Był znanym kaznodzieją wileńskim. Działalność duszpasterską i społeczną rozwinął pracując na Żmudzi. W 1855 pełnił funkcję wikariusza na parafii w Krakinowie, następnie jako filialista parafii Surwiliszki w kościele w Podbrzeziu.
Mackiewicz wcześnie zaangażował się w działalność rewolucyjną i niepodległościową. Nawiązał kontakty ze stronnictwem czerwonych na Litwie. W sierpniu 1862 roku brał udział w ślubie Zygmunta Sierakowskiego z Apolonią Dalewską, gdzie zgromadziło się całe przywództwo czerwonych i przedstawiciele białych.
8 marca 1863 roku odczytał manifest Rządu Narodowego w kościele Podbrzeziu w powiecie poniewieskim i zorganizował pierwszy oddział powstańczy na Litwie. Na czele 250 ochotników ruszył do puszczy krakinowskiej. Chrzest bojowy oddział Mackiewicza przeszedł pod Megianami 27 marca, gdzie po połączeniu z oddziałem Bolesława Dłuskiego-Jabłonowskiego został zaatakowany przez Rosjan. Bitwa zakończyła się zwycięsko, mimo tego że większość niewprawionych w boju chłopów uciekła z pola bitwy. Następnie Mackiewicz na czele już tylko 120 powstańców połączył się 19 kwietnia z oddziałem Sierakowskiego.
Połączone siły odniosły zwycięstwo 21 kwietnia pod Ginietyniami. Zgrupowanie Sierakowskiego rosło w siłę, osiągając liczbę 2500 żołnierzy, i operowała w regionie Puszczy Zielonej. Mackiewicz dowodził 3 batalionem. Zadaniem Mackiewicza w tym okresie była likwidacja rosyjskiej administracji terenowej w regionie oraz zdobycie funduszy na działalność partyzancką. Oddział Mackiewicza wziął udział w rozpoczętym 3 maja marszu Sierakowskiego na Kurlandię, dowodził prawym skrzydłem maszerującym w kierunku Birż przez Komaje i Rakiszki. Marsz zakończył się klęską pod Sznurkiszkami, w której zgrupowanie zostało rozbite.
Po bitwie Mackiewicz, zebrawszy rozbitków ze zgrupowania Sierakowskiego, połączył się z oddziałem Ignacego Laskowskiego pod Podbrzeziem. Następnie w czasie potyczki w okolicach Użwent 2 czerwca, do zgrupowania dołączył oddział Jana Staniewicza-Pisarskiego. Wraz z nimi Mackiewicz odniósł zwycięstwo 6 czerwca pod Cytowianami. Po bitwie Staniewicz odłączył się, a Mackiewicz wraz z Laskowskim skierował się na Żoginty, gdzie 18 czerwca zgrupowanie poniosło porażkę. Po kolejnej przegranej bitwie, 24 czerwca pod Montwidami, oba oddziały rozłączyły się. Mackiewicz na czele 200 powstańców, skierował się na Poniewież.
Oddział Mackiewicza koniec lipca, sierpień i wrzesień spędził w lasach poniewieskich. W tym czasie oddział Mackiewicza rozbudowywał bazę powstańczą, rozpraszał mniejsze oddziały rosyjskie, likwidował rosyjską administrację i posterunki policji. Mackiewicz stoczył również kilka większych potyczek z większymi oddziałami wroga, m.in. pod Poniewieżem (19 lipca), Bystropolem (31 lipca/1 sierpnia), Kiejdanami (12 sierpnia), Budą, Krakinowem (18 września), Remigołą (9 października). W tym czasie, w końcu sierpnia, Mackiewicz otrzymał nominację od Konstantego Kalinowskiego na komisarza politycznego województwa kowieńskiego.
W drugiej połowie października Mackiewicz opuścił lasy poniewieskie i udał się w kierunku lasów kowieńskich, gdzie połączył się z oddziałami Pawła Staniewicza i Kończy. Zgrupowanie poniosło porażkę 20 października pod Świętoborścią, w której poległ Staniewicz. Po bitwie Mackiewicz kontynuował działalność partyzancką, założył obóz pod Gojżewkami, do jego oddziału dołączały mniejsze rozproszone partie. W końcu listopada miał pod bronią 272 partyzantów. Zgrupowanie zostało rozbite 26 listopada, po kolejnej klęsce, ksiądz Mackiewicz rozpuścił oddział i przerwał działalność bojową. Rozkazał żołnierzom zgłosić się do walki na wiosnę, sam zaś zamierzał udać się do Francji.
Mackiewicz został zaaresztowany 17 grudnia przez rosyjskich żandarmów w czasie przeprawy przez Niemen, między Średnikami a Wilkami. Według rozbieżnych relacji zamierzał udać się do Warszawy, a stamtąd do Paryża, lub też dostać się do stolicy Francji drogą przez Berlin. Możliwe że jego aresztowanie było możliwe dzięki zdradzie jego towarzyszy podróży Juliana Rodowicza i d'Artuzziego. Po tygodniu 24 grudnia sąd polowy skazał go na karę śmierci, która została wykonana przez powieszenie 28 grudnia w Kownie.
Pamięć o ks. Antonim Mackiewiczu kultywowana jest na Żmudzi. W Podbrzeziu (obecnie w rejonie kiejdańskim), w domu księdza znajduje się Muzeum Powstania Styczniowego. W Warszawie od 1938 jego imię nosi ulica w dzielnicy Praga-Północ. Jest też patronem jednej z ulic w Łodzi, równoległej do ulicy Sierakowskiego.